# Мирный (Брестская область)
Ми́рный (бел. Мірны) — агрогородок в Барановичском районе Брестской области на западе Беларуси. Административный центр Малаховецкого сельсовета.

## География
Агрогородок Мирный расположен в 10 км к югу от Барановичей, в 10 км от железнодорожной станции Барановичи на линии Барановичи — Брест, на реке Мышанка.
По состоянию на 2005 год в агрогородке было 133 хозяйства, а в 2019 их количество возросло — 169 хозяйств.

## История
Агрогородок Мирный основан в 1965 году.

## Инфраструктура
В агрогородке Мирный работали детская музыкальная школа, Дом культуры (фольклорный театр Званочкі — в переводе означает «Звоночки» или «Колокольчики»), отделение связи, магазин и столовая.

## Население
По переписи населения 2019 года в агрогородке Мирный проживало 409 человек.
| Численность населения (по переписи) | Численность населения (по переписи) | Численность населения (по переписи) |
| 1999                                | 2009                                | 2019                                |
| ----------------------------------- | ----------------------------------- | ----------------------------------- |
| 400                                 | ↗439                                | ↘409                                |

## Культура
- Дом культуры
- Музей

## Достопримечательности
- Братская могила советских воинов. Похоронены 28 советских воинов (6 известны и 22 неизвестны), павших в боях с немецкими войсками в 1941—1944 годах. В 1987 году на могиле установлен обелиск, который увековечивает также память 93 земляков, погибших в годы Великой Отечественной войны.

#### Памятник, скульптура
- Памятник Кабушкину Ивану Константиновичу. Установлен в 1974 году (скульптор И. Мисько, архитектор Л. Левин)[6].